# NATO ném bom Nam Tư
NATO ném bom Nam Tư là hoạt động quân sự của Tổ chức Hiệp ước Bắc Đại Tây Dương nhằm chống lại Nhà nước Cộng hòa Liên bang Nam Tư (FRY) trong cuộc Chiến tranh Kosovo. Các cuộc không kích kéo dài từ ngày 24 tháng 03 năm 1999 đến ngày 10 tháng 06 năm 1999. Tên mã hoạt động chính thức của NATO là Chiến dịch Đồng minh Lực lượng; Hoa Kỳ gọi nó là "Chiến dịch Noble Anvil", trong khi ở Nam Tư, hoạt động không chính xác được gọi là "Thiên thần thương xót" (tiếng Serbia: Милосрдни анђео / Milosrdni anđeo), là kết quả của một sự hiểu lầm hay sai lầm. Các vụ đánh bom tiếp tục cho đến khi một thỏa thuận đạt được dẫn đến việc rút quân đội Nam Tư khỏi Kosovo, và thành lập Sứ mệnh Hành chính lâm thời Liên Hợp Quốc tại Kosovo (UNMIK), một nhiệm vụ gìn giữ hòa bình của Liên Hợp Quốc tại Kosovo.
Cuộc tẩy chay dân tộc, đổ máu của hàng ngàn người Albania đã đưa họ đến các nước láng giềng, và nguy cơ của nó làm mất ổn định khu vực gây ra sự can thiệp của các tổ chức và cơ quan quốc tế như Liên hợp quốc, NATO và INGO. Các nước NATO đã cố gắng để có được sự cho phép của Hội đồng Bảo an Liên Hợp Quốc về hành động quân sự, nhưng bị phản đối bởi Trung Quốc và Nga cho thấy họ sẽ phủ quyết một đề xuất như vậy. NATO đã đưa ra một chiến dịch mà không có sự cho phép của LHQ, mà nó được mô tả như một can thiệp nhân đạo. CHLB Nam Tư mô tả chiến dịch của NATO là một cuộc chiến tranh xâm lược bất hợp pháp chống lại một quốc gia có chủ quyền vi phạm luật pháp quốc tế bởi vì nó không có sự hỗ trợ của Hội đồng Bảo an Liên Hợp Quốc.
Vụ đánh bom đã giết chết khoảng 489-528 thường dân, và các cây cầu bị phá hủy, các nhà máy công nghiệp, các tòa nhà công cộng, các doanh nghiệp tư nhân, cũng như các doanh trại và các cơ sở quân sự.
Vụ đánh bom của NATO đánh dấu chiến dịch lớn thứ hai trong lịch sử của nó, sau chiến dịch ném bom NATO năm 1995 ở Bosnia và Herzegovina. Đây là lần đầu tiên NATO sử dụng lực lượng quân sự mà không có sự chấp thuận của Hội đồng Bảo an Liên Hợp Quốc.

## Bối cảnh
Sau tháng 9 năm 1990 khi Hiến pháp Nam Tư năm 1974 bị Cộng hòa xã hội chủ nghĩa Serbiabãi bỏ, quyền tự chủ của Kosovo bị ảnh hưởng và do đó khu vực phải đối mặt với sự đàn áp của nhà nước: từ đầu những năm 1990, đài phát thanh và truyền hình tiếng Albania bị hạn chế và báo chí bị đóng cửa. Người Albania ở Kosovo đã bị sa thải với số lượng lớn từ các doanh nghiệp và tổ chức công, bao gồm ngân hàng, bệnh viện, bưu điện và trường học. Vào tháng 6 năm 1991, Đại hội Priština và một số hội đồng giảng viên đã được giải thể và thay thế bởi người Serbia. Các giáo viên Kosovo người Albania đã bị ngăn không cho vào trường trong năm học mới bắt đầu vào tháng 9 năm 1991, buộc học sinh phải học ở nhà.
Sau đó, những người Albania của Kosovo bắt đầu nổi dậy chống lại Belgrade khi Quân đội Giải phóng Kosovo(KLA)được thành lập vào năm 1996. Cuộc xung đột vũ trang giữa hai bên nổ ra vào đầu năm 1998. Một thỏa thuận ngừng bắn do NATO tạo ra đã được ký vào ngày 15 tháng 10, nhưng cả hai bên đã phá vỡ nó hai tháng sau và chiến đấu tiếp tục. Khi giết chết 45 người Albania của Kosovo trong vụ thảm sát Račak được báo cáo vào tháng 1 năm 1999, NATO quyết định rằng cuộc xung đột chỉ có thể được giải quyết bằng cách giới thiệu một lực lượng gìn giữ hòa bình quân sự để buộc phải kiềm chế hai bên. Sau khi Hiệp định Rambouillet tan rã vào ngày 23 tháng 3 với việc Nam Tư từ chối một lực lượng gìn giữ hòa bình bên ngoài, NATO đã chuẩn bị để cài đặt lực lượng gìn giữ hòa bình bằng vũ lực.

## Những mục tiêu
Mục tiêu của NATO trong cuộc xung đột Kosovo đã được nêu tại cuộc họp Hội đồng Bắc Đại Tây Dương được tổ chức tại trụ sở NATO tại Brussels ngày 12 tháng 4 năm 1999:
- Một kết thúc cho tất cả các hành động quân sự và chấm dứt ngay lập tức bạo lực và các hoạt động đàn áp của chính phủ Milosevic;
- Rút tất cả lực lượng quân sự, cảnh sát và bán quân sự khỏi Kosovo;
- Tổ chức sự hiện diện của hòa bình Liên Hợp Quốc tại Kosovo;
- Sự trở lại vô điều kiện và an toàn của tất cả những người [di tản] và những người bị di tản;
- Thiết lập một thỏa thuận khung chính trị cho Kosovo dựa trên Hiệp định Rambouillet, phù hợp với luật pháp quốc tế và Hiến chương của Liên hợp quốc.